# ساديو ماني
ساديو ماني (بالفرنسية: Sadio Mané؛ مواليد 10 أبريل 1992) هو لاعب كرة قدم  سنغالي يلعب كمهاجم لنادي النصر في الدوري السعودي للمحترفين و‌منتخب السنغال. يعتبر ماني على نطاق واسع أنه من أفضل اللاعبين في العالم ومن بين أفضل اللاعبين الأفارقة في التاريخ، وهو معروف بالضغط وبالمراوغة والسرعة.
بدأ ماني مسيرته الاحترافية مع ميتز في دوري الدرجة الثانية الفرنسي بسن التاسعة عشر، لكنه غادر بعد موسم وحيد للانضمام إلى ريد بول سالزبورغ النمساوي في 2012 مقابل رسوم انتقال بلغت 4 ملايين يورو، وفاز بلقبي الدوري والكأس المحليين في موسم 2013–14. في وقت لاحق من ذلك الصيف، انتقل ماني إلى ساوثهامبتون الإنجليزي مقابل رسوم انتقال قياسية للنادي قدرها 11،8 مليون جنيه إسترليني. هناك، سجل رقمًا قياسيًا جديدًا في الدوري الإنجليزي الممتاز بتسجيله لأسرع هاتريك، وسجل الهاتريك في 176 ثانية في الفوز 6–1 على أستون فيلا في عام 2015.
وقع مع ليفربول في عام 2016 مقابل رسوم انتقال بلغت 34 مليون جنيه إسترليني. وساعد النادي في الوصول إلى ثلاثة نهائيات في دوري أبطال أوروبا في 2018 و‌2019 و‌2022، وتُوج باللقب في 2019. كما حقق لقب هداف الدوري في موسم 2018–19. في العام نفسه، احتل المركز الرابع في جائزة الكرة الذهبية والخامس في جائزة أفضل لاعب في العالم من الفيفا. بعد ذلك، ساعد ماني في إنهاء غياب ليفربول عن لقب الدوري لمدة 30 سنة بالفوز بالدوري الإنجليزي الممتاز لموسم 2019–20.
على المستوى الدولي، سجل ماني 37 هدفًا في 97 مباراة مع منتخب بلاده السنغال منذ أول مشاركه له في 2012، وهو الهداف التاريخي للمنتخب، والثالث من حيث عدد المباريات. مثّل السنغال في أولمبياد 2012، بالإضافة إلى نسختي 2015 و2017 من كأس الأمم الأفريقية. في نسخة 2019، ساعد ماني السنغال في الوصول إلى المركز الثاني، وبعد عام حصل على جائزة أفضل لاعب أفريقي. وقاد بلاده إلى التتويج في نسخة 2021 التي فاز فيها بجائزة أفضل لاعب في البطولة. كما مثل بلاده في كأس العالم 2018، في ثاني مشاركه لمنتخبه عبر التاريخ في المسابقة.

## مسيرته الكروية

### البدايات
وُلد في سيديو، السنغال، ماني بدأ مسيرته في أكاديمية محلية في السنغال.
بدأ مسيرته الاحترافية مع نادي ميتز في 14 يناير 2012، بعد دخوله المباراة كبديل للاعب كيفن دياز في الدقيقة 75 وخسر المباراة بنتيجة 1–0 أمام نادي باستيا في الدوري الفرنسي الدرجة الثانية. لعب مع نادي ميتز في أول موسم له 19 مباراة، 12 منهم بدأها كأساسي وسجل هدف وحيد أمام نادي غانغون. هبط ميتز في ذلك الموسم إلى الدرجة الوطنية.

### ريد بل سالزبورغ

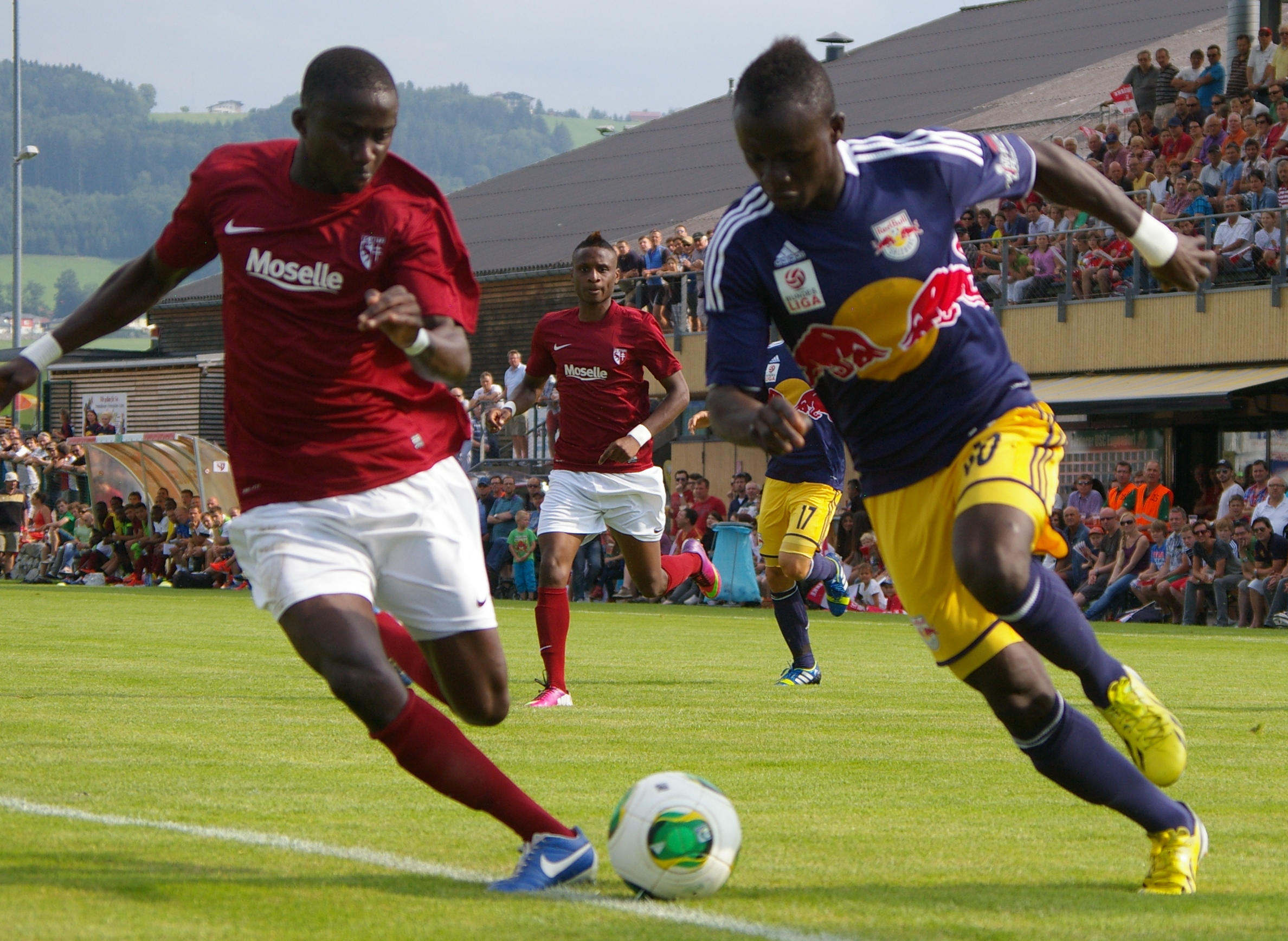
ماني (يمين) يلعب مع ريد بل سالزبورغ في 2013.

في 31 أغسطس 2012، انتقل ماني إلى ريد بول سالزبورغ ليكون ثالث أغلى لاعب بيع في تاريخ نادي ميتز. قدّر الانتقال بقيمة 4 ملايين يورو.
سجّل أول هاتريك له مع النادي في 31 أكتوبر في مسابقة الكأس.
وسجّل أول هاتريك له في الدوري النمساوي في 27 أكتوبر 2013 أمام نادي غروديغ. وسجل هاتريك أخرى في 7 مايو 2014 عندما انتصر على نادي هورن بنتيجة 7–0 في نصف نهائي الكأس.
أنهى ساديو ماني الموسم مع ناديه بتحقيقه الثنائية المحلية. في نهاية أغسطس 2014، أصر ماني على الخروج من النادي وذلك بعدم حضوره للتدريبات وتغيبه عن المباراة المصيرية لناديه والمؤهلة لدوري الأبطال.

### ساوثهامبتون
في 1 سبتمبر 2014، انتقل ماني إلى الدوري الإنجليزي الممتاز عبر الانضمام لساوثهامبتون مقابل 11.8 مليون جنيه استرليني. وكانت أول مباراة له أمام أرسنال والتي انتهت بفوز ساوثهامبتون بنتيجة 2–1 وساهم فيها ماني بتسببه بضربة جزاء والتي أدّت إلى تسجيل الهدف الأول. سجّل أول هدف له في المباراة التي جمعت بين ساوثهامبون وسندرلاند والتي انتهت بنتيجة 8–0 في 18 أكتوبر من نفس العام. على الرغم من أن هذا الهدف احتسب كهدفٍ عكسي على اللاعب باتريك فان آنهولت.
في ديسمبر ويناير، سجل ماني في ثلاث مباريات متتالية أمام كريستال بالاس وتشيلسي وأرسنال 
في 16 مايو، وأثناء آخر مباراة لساوثهامبتون في الدوري على أرضهم، سجل ماني هاتريك خلال دقيقتين و56 ثانية أمام أستون فيلا والتي انتهت بنتيجة 6–1 ليضع بذلك اسمه ضمن النجوم الذين حطموا أرقاماً قياسية في الدوري الإنجليزي باعتباره سجل أسرع هاتريك في تاريخه، وقد كان هذا الرقم قد بقى ثابتاً منذ 1994 باسم اللاعب روبي فاولر الذي سجل ثلاثية أمام أرسنال خلال 4 دقائق و33 ثانية. أنهى ماني الموسم بتسجيله 10 أهداف خلال 32 مباراة في مختلف المسابقات.

### ليفربول

#### موسم 2016–17
في 28 يونيو 2016، انضم ماني إلى نادي ليفربول مقابل 34 مليون جنيه إسترليني في عقد مدته خمس سنوات. انتقاله بهذا السعر جعل منه أغلى صفقة انتقال لاعب أفريقي في التاريخ في ذلك الوقت.
في 14 أغسطس، شارك لأول مرة في الدوري الإنجليزي الممتاز مع الريدز، وسجل الهدف الرابع في مباراة الفوز 4–3 خارج ملعبه ضد أرسنال.
في 20 أبريل 2017، تم اختيار ماني في فريق الموسم للدوري الإنجليزي لهذا العام بعد تسجيله 13 هدف في أول موسم له مع ليفربول. وعلى الرغم من غيابه عن الجزء الأخير من الموسم بسبب الإصابة، حصل ماني على جائزة أفضل لاعب في ليفربول في 9 مايو 2017.

#### موسم 2017–18

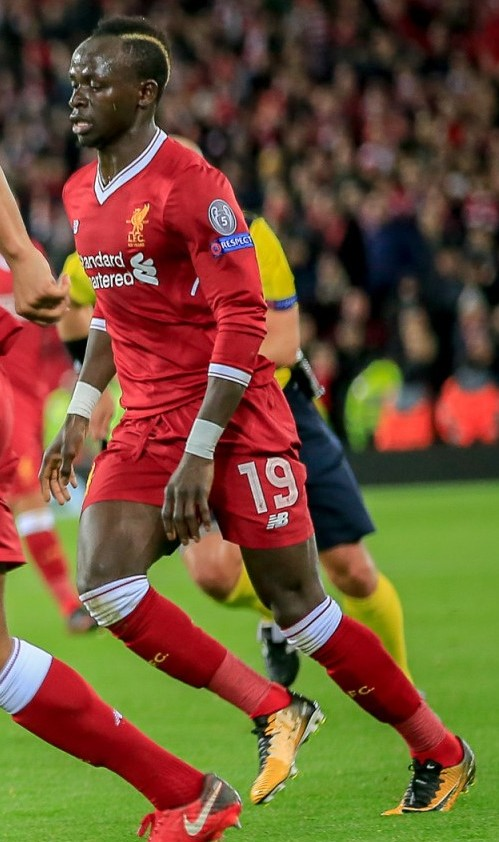
ماني مع ليفربول في 2017.

في المباراة الأولى من الموسم الجديد، في 12 أغسطس 2017 خارج أرضه أمام واتفورد، سجل ماني هدف ليفربول الأول في هذا الموسم بمباراة التعادل 3–3. أختير كلاعب الشهر في الدوري الإنجليزي الممتاز بعد تسجيله هدف في كل من مباريات الريدز الثلاث في أغسطس. في 9 سبتمبر 2017، حصل على بطاقة حمراء مباشرة في الشوط الأول من الخسارة 5–0 أمام مانشستر سيتي بعد رفعة لقدمه وأصطدامه بحارس السيتي إيدرسون، مما أدى إلى إيقافه لثلاث مباريات. شكلت ماني ومحمد صلاح وروبرتو فيرمينو وفيليبي كوتينيو رباعي هجومي مرعب أطلق عليهم اسم «فاب فور» و«فاب ثري» بعد انتقال الأخير إلى برشلونة في منتصف الموسم.
في 14 فبراير 2018، سجل ماني أول هاتريك له مع ليفربول في مباراة الفوز 5–0 على نادي بورتو في دور الستة عشر من دوري أبطال أوروبا 2017–18. مع هدفه في مباراة الفوز 3–0 أمام بورنموث في 14 أبريل، تفوق على رقم دمبا با الذي سجل 43 هدف في الدوري الإنجليزي الممتاز ليصبح أكثر لاعب سنغالي سجل أهداف في تاريخ الدوري الإنجليزي الممتاز.
في 26 مايو، خلال نهائي دوري أبطال أوروبا 2018 ضد ريال مدريد، سجل ماني هدف التعادل لليفربول في مباراة الهزيمة 3–1. وبذلك، أصبح أول لاعب سنغالي يسجل في نهائي دوري الأبطال. كما كان هدفه في النهائي هو العاشر له في الموسم ليصبح ليفربول هو أول فريق في التاريخ يسجل ثلاثة من لاعبيه 10 أهداف في موسم واحد من دوري أبطال أوروبا. حيث حقق ماني هذا الإنجاز إلى جانب زميليه المهاجمين محمد صلاح وروبرتو فيرمينو.

#### موسم 2018–19
في 22 نوفمبر 2018، جدد ماني عقدة مع ليفربول.
في 10 مارس 2019، سجل ماني هدفين في مباراة الفوز 4–2 على بيرنلي، وهدفه الثاني كان هو هدفه الرسمي رقم 50 مع ليفربول. كما جعلته أهدافه يصبح خامس لاعب في ليفربول يسجل في ست مباريات متتالية في الدوري الإنجليزي الممتاز بعد مايكل أوين وفرناندو توريس ولويس سواريز ومحمد صلاح. بعد ثلاثة أيام، سجل هدفين آخرين في مباراة الفوز 3–1 على بايرن ميونخ ليساعد ليفربول على التأهل إلى دور ربع نهائي من دوري أبطال أوروبا. وبقيامه بذلك، أصبح الهداف التاريخي للنادي في مباريات خارج الديارفي المسابقة برصيد سبعة أهداف. خلال مباراة ليفربول التالية، حطم رقمًا قياسيًا آخر ليصبح أكثر لاعب سنغالي يسجل أكبر عدد من الأهداف في موسم واحد في الدوري الإنجليزي الممتاز، بعد أن سجل هدفه السابع عشر في الموسم في مباراة الفوز 2–1 على فولهام. في 20 أبريل، كان واحدًا من ستة لاعبين تم ترشيحهم لجائزة لاعب العام في إنجلترا إلى جانب زميله فيرجيل فان ديك. تم اختياره أيضًا في فريق الموسم للدوري الإنجليزي لهذا العام إلى جانب زملائه في ليفربول ترنت ألكساندر–أرنولد، وأندرو روبرتسون وفان ديك.
في اخر جولة من الدوري، سجل ماني هدفين في مباراة الفوز 2–0 على وولفرهامبتون واندررز. جعلته يحصل على جائزة الحذاء الذهبي في الدوري الإنجليزي الممتاز برصيد 22 هدف في الموسم بالمناصفة مع زميلة في الفريق محمد صلاح ومهاجم أرسنال بيير إيميريك أوباميانغ. في 1 يونيو، تسبب ماني بضربة جزاء مبكرة لصالح ليفربول في نهائي دوري أبطال أوروبا 2019 ضد توتنهام هوتسبير، بعد 24 ثانية فقط من انطلاق المباراة؛ ليسددها صلاح بعد ذلك ويفتتح التسجيل. فاز ليفربول في النهائي بنتيجة 2–0 ليحقق لقب دوري أبطال أوروبا 2018–19.

#### موسم 2019–20

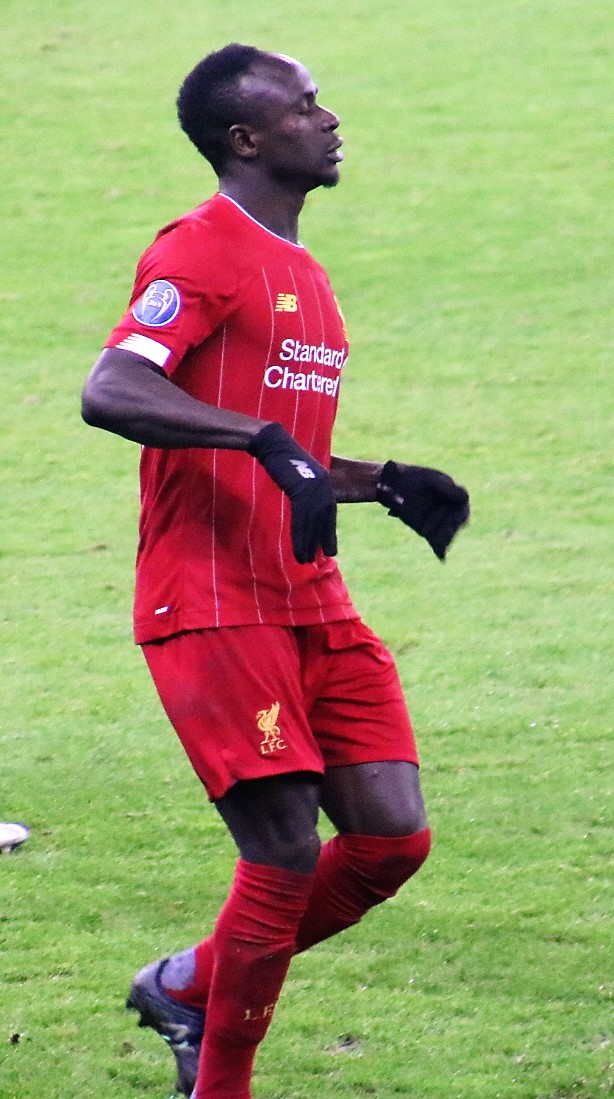
ماني يلعب مع ليفربول في دوري أبطال أوروبا، ديسمبر 2019

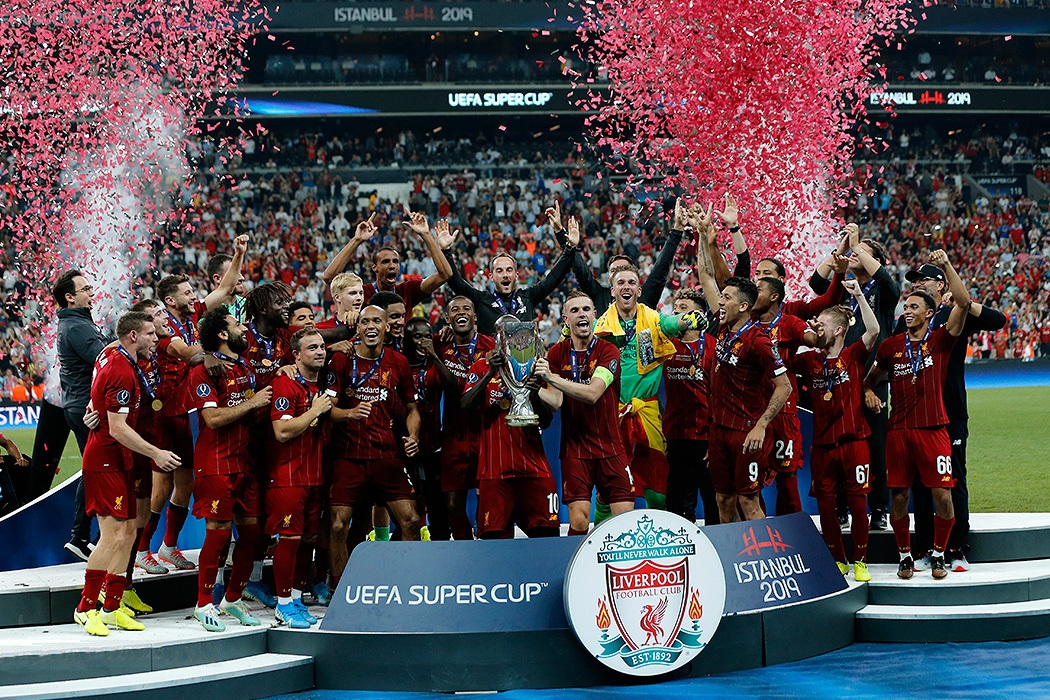
ساديو ماني يرفع كأس السوبر الأوروبي بعد فوز ليفربول على تشيلسي بركلات الترجيح

في 14 أغسطس 2019، سجل ماني هدفين في كأس السوبر الأوروبي 2019 ضد تشيلسي في المباراة التي فاز بها ليفربول 5–4 بركلات الترجيح بعد انتهاء المباراة بالتعادل 2–2 في الأشواط الأصلية والإضافية. تم اختيار ماني كرجل للمباراة.
بعد شهر واحد بالضبط، سجل هدفين في مباراة الفوز 3–1 على نيوكاسل يونايتد ووسع من سجله القياسي في المباريات دون هزيمة مع ليفربول في ملعب أنفيلد إلى 50 مباراة، ويعد هذا رقم قياسي في الدوري من قبل أي لاعب في ملعب معين. في مشاركته رقم 100 في الدوري الإنجليزي الممتاز مع ليفربول في 5 أكتوبر، سجل ماني هدفه في الدوري رقم 50 مع النادي في مباراة الفوز 2–1 على ليستر سيتي.
في 21 أكتوبر، تم اختيار ماني في القائمة المختصرة المكونة من 30 لاعب لجائزة الكرة الذهبية 2019. في 2 ديسمبر، حصل ماني على المركز الرابع في الجائزة، خلف كلٍ من ليونيل ميسي وزميله في ليفربول فيرجيل فان ديك وكريستيانو رونالدو على التوالي. بعد يومين، سجل هدف وصنع هدفين آخرين، حيث فاز ليفربول على إيفرتون 5–2 في ديربي الميرسيسايد ليسوع الفريق نطاق عدم هزيمته في كرة القدم إلى 32 مباراة متتالية، وهو رقم قياسي جديد للأندية. في وقت لاحق من ذلك الشهر، فاز ليفربول بكأس العالم للأندية 2019، صنع ماني هدف المباراة الوحيد الذي سجله فيرمينو في المباراة النهائية ضد فلامنغو.
في 7 يناير 2020، تم اختيار ماني كأفضل لاعب كرة قدم في أفريقيا. ليصبح ثاني سنغالي يحقق هذه الجائزة بعد الحاج ضيوف.
في 24 فبراير، سجل ماني هدف الفوز 3–2 على ملعبه أمام وست هام يونايتد في الدوري الإنجليزي الممتاز حيث حقق ليفربول 21 فوزًا متتاليًا على أرضه، وهو رقم قياسي في الدوري تم مشاركته مع فريق ليفربول الذي كان يدربه بيل شانكلي في عام 1972، وجعلهم هذا الفو، أيضًا يحققوت الرقم القياسي للانتصارات المتتالية في الدوري الإنجليزي الممتاز بـ18 انتصارا على التوالي. في 7 مارس، سجل ماني هدف الفوز 2–1 على بورنموث على ملعب أنفيلد حيث سجل ليفربول رقمًا قياسيًا جديدًا في الدوري الإنجليزي بفوزه بـ22 فوزًا متتاليًا على أرضه.

#### موسم 2020–21
في 20 سبتمبر 2020، افتتح ماني رصيده التهديفي في الدوري الإنجليزي الممتاز لموسم 2020–21 وسجل هدفي ليفربول في الفوز 2–0 خارج أرضه على تشيلسي. في 2 أكتوبر 2020، تم إثبات إصابة ماني بمرض فيروس كورونا 2019.

### بايرن ميونخ
في 22 يونيو 2022، أعلن نادي بايرن ميونخ الألماني ضمه لساديو ماني بموجب عقد مدته ثلاث سنوات.

## مسيرته الدولية
كان ماني جزءًا من منتخب السنغال تحت 23 سنة المشارك في أولمبياد 2012، وشارك في كل المباريات أثناء تأهلهم من المجموعة الأولى بصفتهم الوصيف بعد بريطانيا العظمى قبل أن يخسروا 4–2 بعد وقت إضافي في الدور ربع النهائي من البطل لاحقاً المكسيك.
تم استبعاد ماني من تشكيلة المنتخب السنغالي لكأس إفريقيا للأمم لعام 2015 بعد تعرضه لإصابة في ربلة الساق في مباراة فوز ساوثهامبتون 2–0 على أرسنال في 1 يناير 2015. عاد بعد ذلك إلى المنتخب، وشارك في مباراتيهما الأخيرتين ضد جنوب أفريقيا والجزائر في مرحلة المجموعات.
مثّل ماني السنغال في كأس الأمم الأفريقية 2017 في الغابون وسجل الهدف الافتتاحي في مباراتي فوز منتخب بلاده 2–0 أمام تونس وزيمبابوي. بعد التعادل السلبي في مباراة ربع النهائي ضد الكاميرون، أضاع ركلة جزاء في ركلات الترجيح حيث تم إقصاء السنغال.
في مايو 2018، تم اختياره ضمن تشكيلة منتخب السنغال المشاركة في كأس العالم 2018 في روسيا. وسجل هدف الافتتاح في مباراة التعادل 2–2 ضد اليابان في مرحلة المجموعات.
في 13 يونيو، تم اختيار ماني ضمن تشكيلة منتخب السنغال المشاركة في كأس الأمم الأفريقية 2019. في مباراة المجموعات الثالثة في 1 يوليو، سجل ماني ثنائية أمام كينيا في مباراة الفوز 3–0. وفي 5 يوليو، بدور الستة عشر سجل ماني هدف المباراة الوحيد أمام أوغندا. أنهى ماني البطولة كوصيف بعد الخسارة في النهائي 1–0 أمام الجزائر. على الرغم من إنهاءه للمسابقة كوصيف، تم اختيار ماني ضمن فريق البطولة.

## حياته الشخصية
واصل ماني مسيرته في كرة القدم على الرغم من أن والده منعه من ممارسة الرياضة وهو طفل. يقيم حاليًا في أليرتون وقد تعرض للسرقة مرتين، مرة واحدة في نوفمبر 2017 ومرة أخرى في فبراير 2019. ماني مسلم وعادةً ما يُشاهد وهو يدعي قبل بداية المباراة. ظهر في فيديو تناقلته صفحات التواصل الاجتماعي وهو يقوم بتنظيف حمام مسجد في مدينة ليفربول؛ الأمر الذي أثار إعجاب معجبيه الإنجليز.

## الإحصائيات

### النادي
آخر تحديث 16 سبتمبر 2023.
| النادي           | الموسم   | الدوري                        | الدوري | الدوري  | الكأس الوطني | الكأس الوطني | كأس الدوري | كأس الدوري | أوروبا | أوروبا  | أخرى   | أخرى    | المجموع | المجموع |
| النادي           | الموسم   | الدرجة                        | الظهور | الأهداف | الظهور       | الأهداف      | الظهور     | الأهداف    | الظهور | الأهداف | الظهور | الأهداف | الظهور  | الأهداف |
| ---------------- | -------- | ----------------------------- | ------ | ------- | ------------ | ------------ | ---------- | ---------- | ------ | ------- | ------ | ------- | ------- | ------- |
| ميتز             | 2011–12  | الدوري الفرنسي الدرجة الثانية | 19     | 1       | 0            | 0            | 0          | 0          | —      | —       | —      | —       | 19      | 1       |
| ميتز             | 2012–13  | الدوري الفرنسي الدرجة الثالثة | 3      | 1       | 0            | 0            | 1          | 0          | —      | —       | —      | —       | 4       | 1       |
| ميتز             | المجموع  | المجموع                       | 22     | 2       | 0            | 0            | 1          | 0          | 0      | 0       | —      | —       | 23      | 2       |
| ريد بول سالزبورغ | 2012–13  | الدوري النمساوي الدرجة الأولى | 26     | 16      | 3            | 3            | —          | —          | —      | —       | —      | —       | 29      | 19      |
| ريد بول سالزبورغ | 2013–14  | الدوري النمساوي الدرجة الأولى | 33     | 13      | 4            | 5            | —          | —          | 13     | 5       | —      | —       | 50      | 23      |
| ريد بول سالزبورغ | 2014–15  | الدوري النمساوي الدرجة الأولى | 4      | 2       | 1            | 1            | —          | —          | 3      | 0       | —      | —       | 8       | 3       |
| ريد بول سالزبورغ | المجموع  | المجموع                       | 63     | 31      | 8            | 9            | 0          | 0          | 16     | 5       | —      | —       | 87      | 45      |
| ساوثهامبتون      | 2014–15  | الدوري الإنجليزي الممتاز      | 30     | 10      | 0            | 0            | 2          | 0          | —      | —       | —      | —       | 32      | 10      |
| ساوثهامبتون      | 2015–16  | الدوري الإنجليزي الممتاز      | 37     | 11      | 1            | 0            | 2          | 3          | 3      | 1       | —      | —       | 43      | 15      |
| ساوثهامبتون      | المجموع  | المجموع                       | 67     | 21      | 1            | 0            | 4          | 3          | 3      | 1       | —      | —       | 75      | 25      |
| ليفربول          | 2016–17  | الدوري الإنجليزي الممتاز      | 27     | 13      | 0            | 0            | 2          | 0          | —      | —       | —      | —       | 29      | 13      |
| ليفربول          | 2017–18  | الدوري الإنجليزي الممتاز      | 29     | 10      | 2            | 0            | 0          | 0          | 13     | 10      | —      | —       | 44      | 20      |
| ليفربول          | 2018–19  | الدوري الإنجليزي الممتاز      | 36     | 22      | 0            | 0            | 1          | 0          | 13     | 4       | —      | —       | 50      | 26      |
| ليفربول          | 2019–20  | الدوري الإنجليزي الممتاز      | 35     | 18      | 1            | 0            | 0          | 0          | 8      | 2       | 3      | 2       | 47      | 22      |
| ليفربول          | 2020–21  | الدوري الإنجليزي الممتاز      | 35     | 11      | 0            | 0            | 0          | 0          | 10     | 3       | 1      | 0       | 48      | 16      |
| ليفربول          | 2021–22  | الدوري الإنجليزي الممتاز      | 34     | 16      | 3            | 2            | 1          | 0          | 13     | 5       | —      | —       | 51      | 23      |
| ليفربول          | المجموع  | المجموع                       | 196    | 90      | 8            | 4            | 4          | 0          | 57     | 24      | 4      | 2       | 269     | 120     |
| بايرن ميونخ      | 2022–23  | الدوري الألماني الدرجة الأولى | 25     | 7       | 3            | 1            | —          | —          | 9      | 3       | 1      | 1       | 38      | 12      |
| النصر            | 2023–24  | الدوري السعودي للمحترفين      | 7      | 6       | 0            | 0            | —          | —          | 1      | 0       | 4      | 0       | 12      | 6       |
| الإجمالي         | الإجمالي | الإجمالي                      | 392    | 159     | 20           | 14           | 9          | 3          | 86     | 33      | 9      | 3       | 516     | 212     |

- كأس رابطة الأندية الإنجليزية المحترفة: 2021–22

1. ↑  المباريات في كأس النمسا وكأس الاتحاد الإنجليزي
2. ↑  جميع المباريات في كأس الرابطة الفرنسية وكأس رابطة الأندية الإنجليزية المحترفة
3. ↑  مباراتين في دوري أبطال أوروبا، 11 مباراة و5 أهداف في الدوري الأوروبي
4. 1 2 3 4 5 6 7  المباريات في دوري أبطال أوروبا
5. ↑  المباريات في الدوري الأوروبي
6. ↑  مباراة واحدة وهدفين في كأس السوبر الأوروبي، مباراتين في كأس العالم للأندية
7. ↑  المباراة في درع الاتحاد الإنجليزي
8. ↑  ظهوره في كأس السوبر الألماني
9. ↑  ظهوره في دوري أبطال آسيا
10. ↑  ظهوره في كأس العرب للأندية الأبطال

### المنتخب
آخر تحديث 20 يونيو 2023.
| المنتخب الوطني | العام   | الظهور | الأهداف |
| -------------- | ------- | ------ | ------- |
| السنغال        | 2012    | 6      | 2       |
| السنغال        | 2013    | 8      | 1       |
| السنغال        | 2014    | 9      | 3       |
| السنغال        | 2015    | 9      | 3       |
| السنغال        | 2016    | 7      | 1       |
| السنغال        | 2017    | 10     | 4       |
| السنغال        | 2018    | 9      | 1       |
| السنغال        | 2019    | 11     | 4       |
| السنغال        | 2020    | 2      | 2       |
| السنغال        | 2021    | 9      | 5       |
| السنغال        | 2022    | 13     | 8       |
| السنغال        | 2023    | 4      | 3       |
| المجموع        | المجموع | 97     | 37      |

### الأهداف الدولية
اعتبارً من 15 نوفمبر 2020. قائمة الأهداف والنتائج مع منتخب السنغال الأول.
| #  | التاريخ        | الملعب                                               | م. | الخصم        | الهدف | النتيجة | المسابقة                                                     | م.      |
| -- | -------------- | ---------------------------------------------------- | -- | ------------ | ----- | ------- | ------------------------------------------------------------ | ------- |
| 1  | 2 يونيو 2012   | ملعب ليوبولد سينغهور، داكار، السنغال                 | 2  | ليبيريا      | 3–1   | 3–1     | [[تصفيات كأس العالم 2014 (أفريقيا)\|تصفيات كأس العالم 2014]] | [ 96 ]  |
| 2  | 14 نوفمبر 2012 | ملعب الجنرال سيني كونتشي، نيامي، النيجر              | 6  | النيجر       | 1–1   | 1–1     | ودية                                                         | [ 97 ]  |
| 3  | 7 سبتمبر 2013  | ملعب مراكش، مراكش، المغرب                            | 12 | أوغندا       | 1–0   | 1–0     | تصفيات كأس العالم 2014                                       | [ 98 ]  |
| 4  | 5 مارس 2014    | ملعب البلدية سان لو لا فوريه، سانت لو لا فوري، فرنسا | 15 | مالي         | 1–0   | 1–1     | ودية                                                         | [ 99 ]  |
| 5  | 5 سبتمبر 2014  | ملعب ليوبولد سينغهور، داكار، السنغال                 | 18 | مصر          | 2–0   | 2–0     | تصفيات كأس الأمم الأفريقية 2015                              | [ 100 ] |
| 6  | 10 سبتمبر 2014 | ملعب بوتسوانا الوطني، غابورون، بوتسوانا              | 19 | بوتسوانا     | 1–0   | 2–0     | تصفيات كأس الأمم الأفريقية 2015                              |         |
| 7  | 13 يونيو 2015  | ملعب ليوبولد سينغهور، داكار، السنغال                 | 27 | بوركينا فاسو | 3–1   | 3–1     | تصفيات كأس الأمم الأفريقية 2017                              |         |
| 8  | 5 سبتمبر 2015  | ملعب سام نوجوما، ويندهوك، ناميبيا                    | 28 | ناميبيا      | 2–0   | 2–0     | تصفيات كأس الأمم الأفريقية 2017                              |         |
| 9  | 13 نوفمبر 2015 | ملعب بلدية ماهاماسينا، أنتاناناريفو، مدغشقر          | 31 | مدغشقر       | 2–2   | 2–2     | تصفيات كأس العالم 2018                                       |         |
| 10 | 4 يونيو 2016   | ملعب الأمير لويس رواغاسوري، بوجومبورا، بوروندي       | 36 | بوروندي      | 1–0   | 2–0     | تصفيات كأس الأمم الأفريقية 2017                              |         |
| 11 | 15 يناير 2017  | ملعب فرانسفيل، فرانسفيل، الغابون                     | 41 | تونس         | 1–0   | 2–0     | كأس الأمم الأفريقية 2017                                     |         |
| 12 | 19 يناير 2017  | ملعب فرانسفيل، فرانسفيل، الغابون                     | 42 | زيمبابوي     | 1–0   | 2–0     | كأس الأمم الأفريقية 2017                                     |         |
| 13 | 27 مارس 2017   | ملعب سيباستيان تشارلي، باريس، فرنسا                  | 45 | ساحل العاج   | 1–0   | 1–1     | ودية                                                         |         |
| 14 | 5 سبتمبر 2017  | ملعب 4 أغسطس، واغادوغو، بوركينا فاسو                 | 47 | بوركينا فاسو | 2–2   | 2–2     | تصفيات كأس العالم 2018                                       |         |
| 15 | 24 يونيو 2018  | الملعب المركزي، يكاترينبورغ، روسيا                   | 54 | اليابان      | 1–0   | 2–2     | كأس العالم 2018                                              |         |
| 16 | 26 مارس 2019   | ملعب ليوبولد سينغهور، داكار، السنغال                 | 60 | مالي         | 1–1   | 2–1     | ودية                                                         |         |
| 17 | 1 يوليو 2019   | ملعب 30 يونيو، القاهرة، مصر                          | 62 | كينيا        | 2–0   | 3–0     | كأس الأمم الأفريقية 2019                                     |         |
| 18 | 1 يوليو 2019   | ملعب 30 يونيو، القاهرة، مصر                          | 62 | كينيا        | 3–0   | 3–0     | كأس الأمم الأفريقية 2019                                     |         |
| 19 | 5 يوليو 2019   | ستاد القاهرة الدولي، القاهرة، مصر                    | 63 | أوغندا       | 1–0   | 1–0     | كأس الأمم الأفريقية 2019                                     |         |
| 20 | 11 نوفمبر 2020 | ملعب لات ديور، ثيس، السنغال                          | 70 | غينيا بيساو  | 1–0   | 2–0     | تصفيات كأس الأمم الأفريقية 2021                              |         |
| 21 | 15 نوفمبر 2020 | ملعب 24 سبتمبر، بيساو، غينيا بيساو                   | 71 | غينيا بيساو  | 1–0   | 1–0     | تصفيات كأس الأمم الأفريقية 2021                              |         |

## الإنجازات
رد بول سالزبورغ
- الدوري النمساوي الممتاز: 2013–14
- كأس النمسا: 2013–14

 ليفربول
- الدوري الإنجليزي الممتاز: 2019–20[78]
- كأس الاتحاد الإنجليزي: 2021–22[101]
- كأس رابطة الأندية الإنجليزية المحترفة: 2021–22[102]
- دوري أبطال أوروبا: 2018–19؛[103] الوصيف: 2017–18،[104]2021–22.[105]
- كأس السوبر الأوروبي: 2019[106]
- كأس العالم للأندية: 2019[107]

 بايرن ميونخ
- الدوري الألماني: 2022–23

 السنغال
- كأس الأمم الأفريقية: 2021؛ الوصيف: 2019[108]

 النصر
- كأس العرب للأندية الأبطال: 2023

### الفردية
- تشكيلة العام من الاتحاد الأفريقي لكرة القدم: 2015، 2016،[109] 2018،[110] 2019[111]
- الدوري الإنجليزي الممتاز تشكيلة الموسم: 2016–17،[112] 2018–19[113]
- لاعب الشهر في الدوري الإنجليزي الممتاز: أغسطس 2017، مارس 2019،[114] نوفمبر 2019[115]
- لاعب العام في ليفربول: 2016–17[116]
- لاعب اللاعبين في ليفربول للعام: 2016–17[117]
- فيفبرو الفريق الرابع: 2018[118]
- فيفبرو ترشح: 2019 (المهاجم الرابع)
- جائزة الحذاء الذهبي في الدوري الإنجليزي الممتاز: 2018–19[114]
- دوري أبطال أوروبا تشكيلة الموسم: 2018–19[119]
- جائزة اليويفا لأفضل فريق: 2019[120]
- جائزة الويفا لأفضل فريق من الجماهير: 2019[120]
- جائزة أفضل فريق في كأس الأمم الأفريقية: 2019[121]
- جائزة أفضل لاعب أفريقي: 2019،[59][122] 2022[123]
- جائزة أونزي الذهبية: 2018–19[124]
- جائزة الفيفا لأفضل لاعب: 2019 (المركز الخامس)[125]
- جائزة الاتحاد الدولي لتاريخ وإحصاءات كرة القدم لفريق العالم: 2019[126]
- جائزة الكرة الذهبية: 2019 (المركز الرابع)[127]
- جائزة الكرة الذهبية: 2022 (المركز الثاني)
- جائزة سقراط للأعمال الإنسانية : 2022

## وصلات خارجية
- ساديو ماني على موقع IMDb (الإنجليزية)
- ساديو ماني على موقع ميوزك برينز (الإنجليزية)

- ساديو ماني على موقع الاتحاد الدولي (مؤرشف)  (الإنجليزية)
- ساديو ماني على موقع الاتحاد الأوربي (الإنجليزية)
- ساديو ماني على موقع رابطة كرة القدم الفرنسية للمحترفين (الإنجليزية)
- ساديو ماني على موقع إي إس بي إن إف سي (الإنجليزية)
- ساديو ماني على موقع قاعدة بيانات كرة القدم.إي يو (الإنجليزية)
- ساديو ماني على موقع ليكيب (الفرنسية)
- ساديو ماني على موقع ناشيونال فوتبول تيمز (الإنجليزية)
- ساديو ماني على موقع Soccerbase.com (لاعب) (الإنجليزية)
- ساديو ماني على موقع Soccerway.com (الإنجليزية)
- ساديو ماني على موقع عالم كرة القدم.نت (الإنجليزية)